# Lisa Liechti
Lisa Liechti (* 3. Oktober 1994) ist eine Schweizer Unihockeyspielerin. Sie steht beim Nationalliga-A-Vertreter UHV Skorpion Emmental unter Vertrag.

## Karriere

### Verein
Liechti begann ihre Karriere beim UHV Skorpion Emmental. Auf die Saison 2011/12 wechselte sie zu den Burgdorf Wizards in die Swiss Mobiliar League. Nach nur einer Saison verliess Liechti die Wizards wieder zurück zu ihrem alten Verein.
Nach ihrer Rückkehr gelang ihr mit dem UHV Skorpion Emmental der Aufstieg in die Nationalliga A. Liechti entwickelte sich beim UHV zur Stammspielerin und spielte sich mit ihrer Ruhe in den Fokus der Nationalmannschaft. Vor den Playoffs der Saison 2017/18 gab der Unihockey Berner Oberland bekannt, dass Liechti in der Saison 2018/19 weiterhin für den Verein auflaufen wird.

### Nationalmannschaft
2010 debütierte sie in der U19-Nationalmannschaft an der Euro Floorball Tour unter Bernhard Nussbaum. 2012 spielte sie an der U19-Weltmeisterschaft in der Slowakei. Mit der Schweiz konnte sie die Silber-Medaille gewinnen. Liechti spielte in fünf Partien und erzielte dabei einen Treffer und lieferte einen Assist.
2014 wurde Liechti erstmals für die A-Nationalmannschaft aufgeboten. Sie kam in allen drei Partien zum Einsatz. Ihren ersten Treffer für die Schweiz erzielte sie bei der Qualifikation für die Weltmeisterschaft in Celano. Sie erzielte vier weitere Tore und drei Torvorlagen.